# Volkswagen tipo 14A (Hebmüller Cabriolet)
El Volkswagen Tipo 14A (comúnmente conocido como «Hebmüller Cabriolet» o simplemente «Hebmüller») es un automóvil alemán producido después de la Segunda Guerra Mundial.

## Historia
Durante la postguerra, Hebmüller and Sohn, una empresa de carrocerías en Wuppertal, Alemania, como la mayoría de las compañías alemanas de la época, carecían de negocios. En este tiempo, el Mayor Iván Hirst de Royal Electrical and Mechanical Engineers (REME) de la Real Armada Británica, dirigía la Volkswagen. Después de hablar con el Coronel Michale McEvoy acerca del proyecto de un automóvil deportivo basado en el Volkswagen Sedán, Iván le solicitó al equipo experimental de Ringel construirle al Coronel en cargo de Volkswagen, Charles Radcliffye, un convertible de dos plazas.
El convertible Radcliffye, como se conoció internamente en Volkswagen, influenció a Joseph Hebmüller II durante sus subsecuentes y frecuentes viajes a la planta de Wolfsburg. El Volkswagen Tipo 14A tomó muchos elementos del convertible Radcliffye para ser producido posteriormente.
A solicitud del director general de Volkswagen, Heinz Nordhoff, Hebmüller y Karmann producirían las versiones convertibles del Volkswagen Sedán, con tantas partes proporcionadas por Volkswagen fueran posibles (chasis, motores, piezas de la carrocería). Hebmüller se encargaría de producir el convertible 2+2, mientras que Karmann produciría el convertible de cuatro plazas. Por tanto, a diferencia del convertible Karmann, el convertible Hebmüller tendría un corte más deportivo.
En abril de 1949, el tipo 14A pasó las pruebas de caminos difíciles de 10,000 kilómetros por parte de los ingenieros de Volkswagen. Complacido con los resultados, Heinz Nordhoff, ordenó que se produjeran 2,000 unidades para ser vendidas a través de los agentes de Volkswagen.

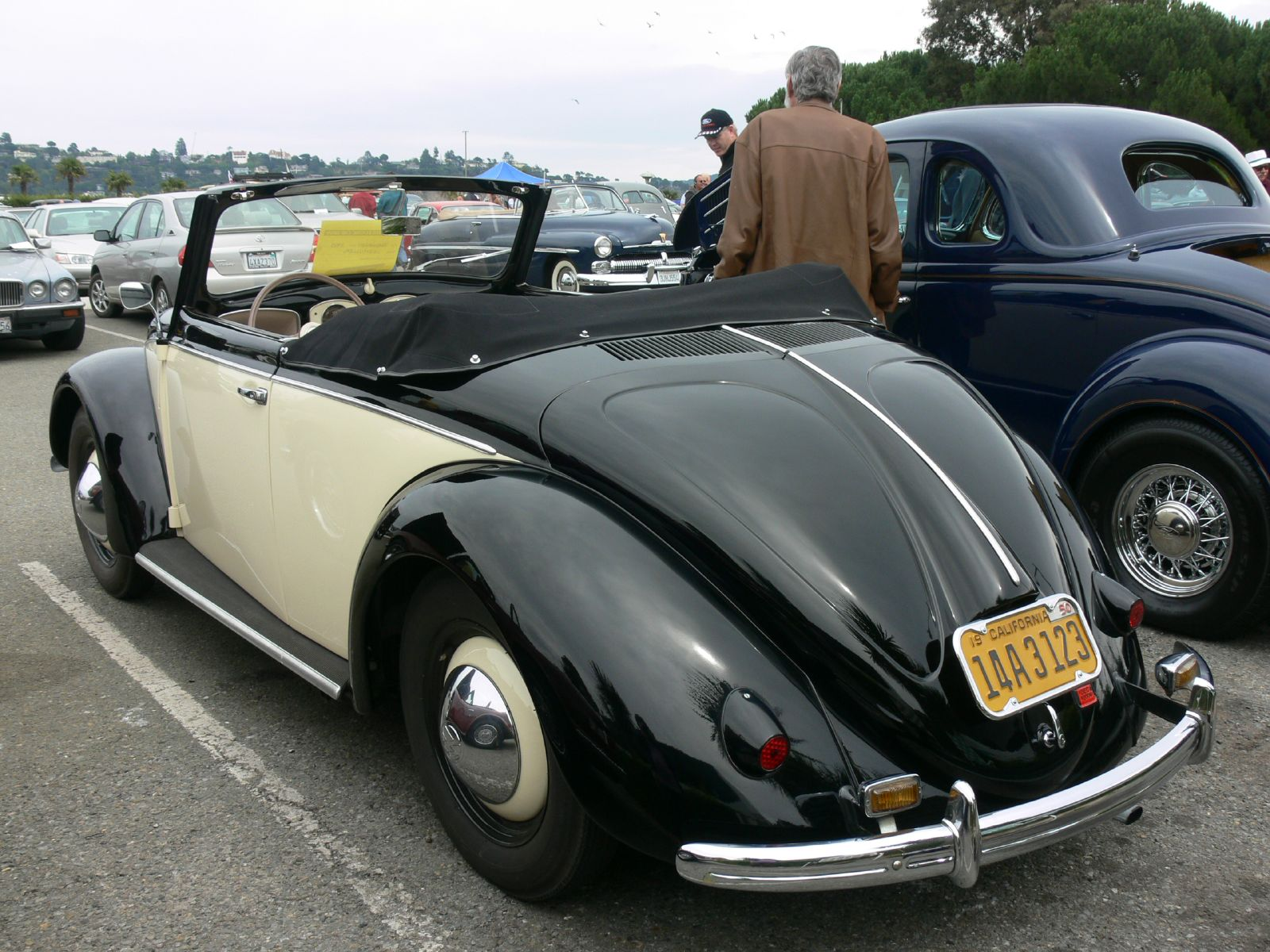
El Volkswagen Hebmüller Cabriolet vista trasera

Hebmüller comenzó la producción del tipo 14A en junio de 1949. Mecánicamente idéntico al Volkswagen Sedán con sus frenos mecánicos y el motor 1.1L con 26 cf (25 hp SAE, 19 kW) con arranque por manivela. Al tratarse de un convertible, el tipo 14A montaba las direccionales de semáforo en una posición más baja y al frente de las puertas laterales. Montaba asimismo, un radio de botones suministrado por Telefunken. Sin embargo, a diferencia del Volkswagen sedán, tanto la tapa de la cajuela como la tapa del motor poseían un tamaño y formas similares.
Vendido en la época por 7500 Deutsche Marks (marcos alemanes), el convertible Hebmüller estuvo disponible en una variedad de colores. Las opciones eran en pintura de un solo tono: Negro, Rojo y Blanco, mientras que en combinaciones de doble tono, las opciones eran: Negro con Rojo, Negro con Marfil, Negro con Amarillo, y Rojo con Marfil, estas últimas combinaciones, disponibles a costo extra.
El tipo 14A fue vendido y se le ofrecía mantenimiento, a través de las agencias Volkswagen en el mercado alemán, y a través de importadores independientes en mercados exteriores.
El 23 de julio de 1949 ocurrió un incendio en el departamento de Pintura de la fábrica, que posteriormente se extendió hasta las líneas de producción. A pesar de ello, Hebmüller se las arregló para seguir produciendo el tipo 14A, aunque esto significó la ruina financieramente hablando a principios de los años 50. La producción del tipo 14A se mudó a la planta de Karmann en Osnabrück, Alemania, en 1952.
Su producción terminó en 1953 con un total de 696 unidades, incluyendo 3 prototipos y un ejemplar de preproducción. Se cree que unas 100 unidades sobreviven hasta nuestros días.